# Sciaenochromis fryeri
Sciaenochromis fryeri är en fiskart som beskrevs av Konings, 1993. Sciaenochromis fryeri ingår i släktet Sciaenochromis och familjen Cichlidae. IUCN kategoriserar arten globalt som livskraftig. Inga underarter finns listade i Catalogue of Life.